# RNF139
La proteína 139 de dedo RING, también conocida como TRC8, es una proteína que en humanos está codificada por el gen RNF139 .
La proteína codificada por este gen es una proteína que abarca múltiples membranas que contiene un dedo RING-H2. Dedos RING son un tipo de dedo de zinc, que contiene un  motivo caracterizado por la secuencia de aminoácidos Cys3HisCys4. Esta proteína se encuentra en el retículo endoplásmico y se ha demostrado que posee actividad ubiquitina ligasa. Se encontró que este gen estaba interrumpido por una translocación t(3:8) en una familia con cáncer de tiroides hereditario renal y no medular. Los estudios de la contraparte de Drosophila sugirieron que esta proteína puede interactuar con la proteína supresora de tumores VHL, así como con COPS5/JAB1, una proteína responsable de la degradación del supresor de tumores CDKN1B/P27KIP.